# Fissistigma litseifolium
Fissistigma litseifolium là loài thực vật có hoa thuộc họ Na. Loài này được (King) Merr. mô tả khoa học đầu tiên năm 1919.